# Farstande-je Szeda wa Sima
Farstande-je Szeda wa Sima – mała osada w południowo-zachodnim Iranie, w ostanie Chuzestan. W 2006 roku miejscowość liczyła 17 osób w 5 rodzinach.